# Samuli Vanttaja
Jouni Samuli Vanttaja (Oulu, 22 aprile 1991) è un ex cestista finlandese.

## Palmarès
- Campionato finlandese: 2

Espoon Honka: 2007-08
Kauhajoen Karhu: 2017-18
- Coppa di Finlandia: 1

Espoon Honka: 2009